# Кальчераніка-аль-Лаго
Кальчераніка-аль-Лаго, Кальчераніка-аль-Лаґо (італ. Calceranica al Lago) — муніципалітет в Італії, у регіоні Трентіно-Альто-Адідже,  провінція Тренто.
Кальчераніка-аль-Лаго розташована на відстані близько 480 км на північ від Рима, 9 км на схід від Тренто.
Населення — 1379 осіб (2014).

## Демографія
Населення за роками:

Станом на 1 січня 2023 року в муніципалітеті офіційно проживав 61 іноземець з 20 країн, серед них 15 громадян країн Євросоюзу та 6 громадян України.

## Сусідні муніципалітети
- Бозентіно
- Кальдонаццо
- Чента-Сан-Ніколо
- Перджине-Вальсугана
- Ваттаро